# Quân phiệt Lương châu
Quân phiệt Lương châu là lực lượng quân phiệt cát cứ cuối thời Đông Hán trong lịch sử Trung Quốc. Đây là một trong những lực lượng ly khai nhà Đông Hán sớm nhất, mở ra cục diện cát cứ của các quân phiệt sau này.

## Nhân sự
Lực lượng nòng cốt tham gia quân phiệt Lương châu là người Khương và cả người Hán bản địa ở Lương châu ở phía tây bờ cõi nhà Đông Hán đương thời. Khởi sự là Lý Văn Hầu Vương Quốc, Tống Kiến và Bắc Cung Bá Ngọc, nhưng thống lĩnh chủ chốt trong thời gian dài sau này là Hàn Toại và cha con Mã Đằng, Mã Siêu.

## Nổi dậy
Các sử gia cho rằng lý do người Lương châu nổi dậy chống triều đình nhà Hán vì chính sách đối đãi với họ không thỏa đáng của cả các quan lớn trung ương ở Lạc Dương lẫn các quan nhỏ địa phương Lương châu, dẫn tới sự bất mãn của họ. Thứ sử Lương châu là Cảnh Bỉ dùng thuộc hạ là những kẻ gian tà gây oán hận cho người Đê và người Khương.
Vì vậy, mùa đông năm 184 (thời điểm khởi nghĩa Khăn Vàng bị dẹp), người Khương ở quận Bắc Địa và người Hán ở hai huyện Bảo Hãn, Hà Quan thuộc vùng Tây Lương cùng nhau suy tôn Bắc Cung Bá Ngọc và Lý Văn Hầu – tướng người Hồ ở huyện Quy Hóa quận Hoàng Trung làm thủ lĩnh nổi dậy, lấy cớ diệt trừ các quan lại hà hiếp mình.
Lực lượng quân Lương châu lớn mạnh nhanh chóng, lôi kéo sự tham gia của các tướng lĩnh nhà Hán tại địa phương. Được ít lâu, quân Lương châu tổ chức lại lực lượng. Bắc Cung Bá Ngọc và Tiền Linh Khương tôn Hàn Toại và Biện Chương làm thủ lĩnh chỉ huy toàn quân.
Sử gia Lã Tư Miễn dẫn từ sách Điển lược và Hiến Đế xuân thu khẳng định Hàn Toại bị bức làm phản. Ông vốn có tên là Hàn Ước, là Tòng sự ở Lương châu, còn Biên Chương vốn tên là Biên Doãn, làm An lệnh ở Lương châu. Những người khởi nghĩa ở Lương châu đầu tiên là Vương Quốc và Tống Kiến trá hàng Lương châu và xin gặp ông cùng Biên Doãn. Hàn Ước và Biên Doãn không gặp. Thái thú Kim Thành là Trần Ý khuyên 2 người đi gặp quân khởi nghĩa mới quy phục. Khi 2 người đến nơi, bị họ bắt giữ làm con tin rồi tiếp tục làm phản. Quận Kim Thành loạn lạc. Vương Quốc đánh giết Trần Ý rồi thả Hàn Ước và Biên Doãn. Nhưng lúc đó quận Lũng Tây lại phát ra bản Ái tăng lộ bố, quy kết tội làm giặc cho 2 người và treo thưởng chức Thiên hộ hầu cho ai bắt được 2 người. Vì thế, Hàn Ước phải đổi tên thành Toại, còn Biên Doãn đổi tên thành Chương và buộc phải đứng về phe ly khai chống triều đình. Theo sách Điển lược, ông bị các tướng Tống Dương bức bách cùng làm phản triều đình "bất đắc dĩ trở binh làm loạn"

## Mở rộng thế lực phía tây
Quân Hàn Toại, Biện Chương mạnh mẽ, tiến đánh các quận huyện của nhà Hán, giết Hiệu úy hộ Khương là Linh Chủy và Thái thú Kim Thành là Trần Ý.
Năm 185, Biện Chương và Hàn Toại mang quân Tây châu uy hiếp khu vực Tam Phụ gần Trường An. Hán Linh Đế vội triệu tập Hoàng Phủ Tung từ Ký châu về, cùng Đổng Trác đi dẹp loạn. Hoàng Phủ Tung đang đánh nhau với quân Hàn Toại chưa phân thắng bại thì bị hoạn quan Trương Nhượng (một trong Thập thường thị) gièm pha nên bị cách chức. Lực lượng của Biện Chương, Hàn Toại vì vậy cát cứ ở Tây châu không bị dẹp.
Nhà Hán liền bổ nhiệm Trương Ôn làm tướng, lại cùng Đổng Trác và Tôn Kiên đi đánh Lương châu. Mùa đông năm 185, hai bên giao chiến, quân Trương Ôn thắng một trận nhỏ, khiến Biện Chương và Hàn Toại phải lui về huyện Du Trung.
Trương Ôn sai Chu Thận và Tôn Kiên mang 3 vạn quân đi truy kích. Chu Thận mang quân tấn công thành Du Trung, Hàn Toại và Biện Chương cố sức phòng thủ. Tôn Kiên khuyên Chu Thận dùng kỳ binh cắt đứt đường vận lương của Hàn Toại và Biện Chương, nhưng Chu Thận không nghe lời Tôn Kiên, chỉ dốc sức đánh thành. Ngược lại, Hàn Toại và Biện Chương lại điều quân lẻn ra ngoài đánh chặn, cắt đứt đường vận lương của Chu Thận. Quân Chu Thận rối loạn, Hàn Toại và Biện Chương thừa cơ phản công đánh cho Chu Thận đại bại phải rút chạy, bỏ lại rất nhiều xe cộ và khí giới.
Sau thắng lợi Du Trung, lực lượng Tây Lương càng lớn mạnh, đông đến hàng chục vạn người.
Năm 186, các thủ lĩnh Tây Lương phát sinh mâu thuẫn đánh lẫn nhau. Hàn Toại giết chết Bắc Cung Bá Ngọc, Lý Văn Hầu và Biện Chương, một mình cầm quân. Theo Điển lược. Biện Chương bị bệnh mất đột ngột.

## Tấn công Trường An
Năm 186, Hàn Toại mang vài chục vạn quân đánh quận Lũng Tây, thu hàng thái thú Lý Tương Như rồi cùng nhau đánh giết Thứ sử Lương châu là Cảnh Bỉ. Viên tư mã vốn dưới quyền Cảnh Bỉ là Mã Đằng – người đầu quân giúp Cảnh Bỉ từ khi Hàn Toại khởi binh và cũng đã ly khai nổi dậy vì mâu thuẫn với các đồng liêu - đầu hàng Hàn Toại. Từ đó hai người cộng tác với nhau cát cứ ở Lương châu.
Có Mã Đằng tham gia, lực lượng Hàn Toại càng mạnh. Năm 188, Hàn Toại cùng Mã Đằng mang quân bao vây Trần Thương. Hán Linh Đế sai Hoàng Phủ Tung và Đổng Trác huy động rất nhiều quân đến mới giải vây được. Mã Đằng và Hàn Toại rút quân về.
Năm 189, Hán Linh Đế chết, Hán Thiếu Đế lên thay. Thái thú Hà Đông là Đổng Trác được Hà Tiến triệu vào Lạc Dương dẹp hoạn quan, nhân Hà Tiến chết đã trở thành người thao túng nhà Hán.
Mã Đằng và Hàn Toại ở Lương châu bất bình với Đổng Trác bèn khởi binh chống lại. Lưu Yên làm Châu mục Ích châu ở Tây Xuyên có ý định ly khai triều đình, bèn hưởng ứng với Mã Đằng. Lưu Yên nhân đó ngầm sai người vào Trường An sai con là Lưu Đảng và Lưu Phạm làm nội ứng. Việc bị lộ, Đổng Trác bèn giết chết Lưu Đảng và Lưu Phạm rồi mang quân ra đối địch, đánh tan liên quân Ích – Lương của Mã Đằng và Lưu Yên.
Sau thất bại đó, Lưu Yên cố thủ ở Tây Xuyên, Mã Đằng theo lời dụ của Đổng Trác, quy phục nhà Hán, nhận lời cùng đánh các chư hầu Sơn Đông. Đổng Trác bị các chư hầu do Viên Thiệu cầm đầu đánh tới Lạc Dương, thua chạy về Trường An. Năm 192, Mã Đằng cùng Hàn Toại mang quân vào Trường An theo họ Đổng, thì Đổng Trác đã bị Lã Bố giết chết. Bộ tướng của Trác là Lý Thôi đánh đuổi Lã Bố, chiếm Trường An, giữ Hán Hiến Đế, phong cho Mã Đằng làm Chinh tây tướng quân sai giữ huyện Mi, Hàn Toại làm Trấn tây tướng quân sai giữ Kim Thành.
Cuối năm 193, Mã Đằng và Hàn Toại mang quân tấn công kinh thành Trường An. Quân Mã – Hàn tiến đến quán Trường Bình cách Trường An 50 dặm. Lý Thôi sai Quách Dĩ và Phàn Trù ra cự địch, sau đó lại điều cháu là Lý Lợi ra giúp sức.
Kết quả quân Quách Dĩ và Phàn Trù đánh lui được Mã Đằng và Hàn Toại. Mã và Hàn phải triệt thoái về Tây Lương. Trên đường truy kích, Phàn Trù đuổi kịp Hàn Toại nhưng không bắt giữ mà lại bắt chuyện rồi thả đi. Vì việc này lộ ra với Lý Thôi, Lý Thôi bèn giết chết Phàn Trù.

## Xung đột nội bộ
Khi cát cứ ở Lương Châu, Mã Đằng và Hàn Toại ban đầu rất thân thiết, sau lại cho bộ khúc thâm nhập đất của nhau, đổi thành thù địch. Mã Đằng đánh Hàn Toại, Hàn Toại bỏ chạy, sau đó lại họp binh quay lại đánh Mã Đằng, giết vợ con Mã Đằng, liên quân không hoà giải nổi.
Lý Thôi và Quách Dĩ thất bại, Tào Tháo nắm được Hán Hiến Đế đưa về Hứa Xương. Tào Tháo sai Tư Lệ hiệu úy Chung Do và Lương châu mục Vi Đoan đến hòa giải hai bên, Chung Do viết thư cho Mã Đằng và Hàn Toại, trình bày lợi hại, khuyên nên quy phục triều đình. Mã Đằng và Hàn Toại nghe theo và do có mọi người khuyên can, cả hai người lại giảng hòa như cũ.

## Trước sự chiêu dụ của Tào Tháo
Năm 208, Tào Tháo sắp đánh Kinh Châu, nhưng ngại Mã Đằng và Hàn Toại chia nhau chiếm miền Quan Trung, lại sai Trương Ký đi dụ, bắt phải bỏ thuộc hạ mà thần phục. Mã Đằng đã hứa theo nhưng lại do dự. Trương Ký sợ Mã Đằng gây biến, bèn sai các huyện sắm đủ lương thực, đem hai nghìn thạch lương ra ngoài thành trao cho quân, làm như sắp điều quân đánh Lương châu. Mã Đằng bất đắc dĩ phải về Hứa Xương, Tào Tháo cho Đằng làm Vệ úy, lại phong cho con thứ của Mã Đằng (em Mã Siêu) là Mã Hưu làm Phụng xa Đô uý, em trai Hưu là Mã Thiết làm Kỵ Đô uý, dời cả gia thuộc khỏi xứ ấy đến ở Nghiệp Thành, chỉ còn mình Mã Siêu ở lại Lương châu nắm thuộc hạ Mã Đằng.
Tào Tháo thua trận Xích Bích trở về bắc. Năm 209, Hàn Toại sai Diêm Hành đến chỗ Tào Tháo. Tào Tháo hậu đãi Diêm Hành, cho làm Thái thú Kiện Vi, lại theo thỉnh cầu của Hành cho cha Hành vào làm Túc vệ. Diêm Hành trở về gặp Hàn Toại truyền lệnh của Tào Tháo gọi Hàn Toại vào kinh. Đồng thời, Diêm Hành cũng khuyên Hàn Toại nên gửi con tin cho Tào Tháo để bày tỏ lòng trung thành với triều đình. Hàn Toại không phản đối nhưng cũng không làm theo, muốn tiếp tục xem xét tình thế mới quyết định. Ông cử một người con đi cùng cha Diêm Hành vào kinh với Tào Tháo.

## Hàn Toại, Mã Siêu chống Tào Tháo
Năm 211, Trương Mãnh nổi lên chống Hàn Toại. Ông mang quân đi dẹp. Cùng lúc, Tào Tháo phái Tư Lệ hiệu uý Chung Do và Chinh tây Hộ quân Hạ Hầu Uyên khởi binh đi đánh Trương Lỗ ở Đông Xuyên. Các tướng ở Tây Lương, trong đó có Mã Siêu và Hàn Toại, thấy Tào Tháo không đánh họ ở chỗ gần mà đánh Trương Lỗ ở xa, nghi ngờ rằng Tào Tháo sẽ đánh mình. Mã Siêu đến nói với Hàn Toại:
"Lúc trước Chung Tư Lệ (tức Chung Do) dùng Siêu để bắt Tướng quân, người miền Quan Đông không tin là đúng như vậy. Nay Siêu mất cha, xem Tướng quân như cha. Tướng quân cũng đã mất con, xem Siêu như con"
Mã Siêu cùng các tướng Tây Lương tôn Hàn Toại làm đô đốc và khởi binh chống Tào Tháo. Diêm Hành đã nhận chức của Tào Tháo, can Hàn Toại không nên chống Tào, nhưng ông không theo. Hàn Toại và Mã Siêu mang quân chiếm cứ Đồng Quan. Tào Tháo khởi binh đi đánh.
Khi chiến sự đang ác liệt, Tào Tháo thấy không thể dùng sức đánh bại Hàn Toại và Mã Siêu, bèn dùng kế ly gián. Biết Hàn Toại và Mã Siêu thường chia quân làm 2 cánh, họ Tào đích thân ra đối trận với Hàn Toại mà tránh gặp Mã Siêu. Nhân lúc ra trước trận, Tào Tháo tìm cách bắt chuyện, nói với nhau khá thân mật. Vì vậy Mã Siêu bắt đầu nghi ngờ Hàn Toại.
Sau đó Tào Tháo lại viết thư gửi Hàn Toại, cố ý gửi nhầm bản nháp, có gạch xoá sửa chữa những chỗ quan trọng. Mã Siêu thấy Hàn Toại có thư, đến đòi xem. Thấy thư bị gạch xoá, Mã Siêu càng nghi ngờ là do Hàn Toại tự gạch đi.
Biết nội bộ quân Tây Lương đã nghi ngờ nhau, Tào Tháo ra quân tiến đánh. Do sẵn mối nghi ngờ với Hàn Toại nên liên quân không thể hiệp đồng tác chiến có hiệu quả. Quân Tây Lương dao động, bị Tào Tháo đánh cho đại bại. Hàn Toại bỏ chạy về Kim Thành, Mã Siêu thua chạy sang bộ lạc của người Nhung. Tào Tháo để Hạ Hầu Uyên ở lại trấn giữ mặt tây, còn mình trở về Nghiệp Thành.

## Nỗ lực đơn lẻ của Hàn Toại và Mã Siêu

### Hàn Toại
Hàn Toại thua chạy theo đường Hoa Âm, về đến Hoàng Trung thì thủ hạ tan rã, nhiều người bỏ đi. Trong các tướng thân cận chỉ còn Thành Công Anh và Diêm Hành đi theo.
Tào Tháo biết Diêm Hành đã nhận chức theo mình để chống Hàn Toại, nên chỉ hạ lệnh giết con cháu Hàn Toại ở kinh đô mà không giết cha Diêm Hành và viết mật thư nhắc Hành chống Hàn Toại. Hàn Toại muốn lấy lòng Diêm Hành thắt chặt quan hệ, liền gả con gái út cho họ Diêm. Diêm Hành bất đắc dĩ phải lấy. Ông sai Diêm Hành mang quân ra trấn giữ quận Tây Bình.
Tào Tháo nghe tin Diêm Hành lấy con gái Hàn Toại, bắt đầu có ý nghi ngờ Hành. Để minh chứng lòng trung thành, Diêm Hành nhân một buổi đêm mang quân bản bộ tập kích Hàn Toại. Nhưng Hàn Toại vẫn đủ sức chống trả, đánh bại Diêm Hành. Hành bỏ chạy đến hàng Hạ Hầu Uyên.
Hàn Toại than thở với Thành Công Anh về thực lực đã suy rồi tỏ ý định vào đất Thục theo hàng Lưu Bị. Thành Công Anh khuyên Hàn Toại nên nghỉ ngơi ở Khương Trung để đợi quân Tào rút đi, sau đó kêu gọi người Địch, vỗ về người Khương, Hồ để tiếp tục cát cứ
Hàn Toại không thể hàn gắn liên minh với Mã Siêu (đã theo hàng Lưu Bị), nghe theo kế ấy của Thành Công Anh. Ông liên minh với vua người tộc Chi (Đê) là Đậu Mậu tiếp tục kháng cự Tào Tháo. Bấy giờ trai gái đi theo còn mấy nghìn người. Hàn Toại vốn có ân với người Khương, người Khương bèn giúp đỡ ông.
Hạ Hầu Uyên trở về, sai Diêm Hành ở lại phía sau đề phòng Hàn Toại.

### Mã Siêu
Mã Siêu phải chạy trốn đến nhờ vả các tộc người Nhung, Tào Tháo nhân danh Hán Hiến Đế xuống chiếu tru di tam tộc, bắt giết hết gia tộc của Mã Siêu ở Hứa Xương mang giết, trong đó có Mã Đằng.
Mã Siêu xây dựng lực lượng chờ ngày báo thù. Mã Siêu vốn có uy tín đối với các dân tộc thiểu số ở vùng này nên khi hiệu triệu lực lượng và phát động chiến tranh, vùng Lũng Thượng đều hưởng ứng.
Năm 212, quân Mã Siêu tấn công vào các vùng đất thuộc quyền kiểm soát của Tào Tháo, chiếm cứ được Ký thành, giết chết Lương Châu thứ sử là Vi Khang, chiêu hàng hết quân lực và quan lại ở đây.
Mã Siêu tự xưng là Chinh Tây tướng quân, tự lĩnh chức Tinh Châu mục, đốc xuất việc quân ở Lương châu. Dưới trướng của Mã Siêu còn có Mã Đại và Bàng Đức, Bàng Đức được giao phụ trách việc phòng thủ Ký Thành.
Những hàng tướng như Khương Tự, Lương Khoan, Triệu Cù và Dương Phụ, không một lòng theo về với Mã Siêu, câu kết với nhau lập kế hoạch chống lại ông.
Dương Phụ và Lương Tự khởi binh đánh chiếm Lỗ Thành, một địa điểm quan trọng cạnh Ký thành. Để tái chiếm lại Lỗ Thành, Mã Siêu buộc phải huy động toàn bộ lực lượng của mình kéo quân đến tiến đánh Lỗ Thành. Mã Siêu tin tưởng giao Ký thành cho Lương Khoan, Triệu Cù canh giữ. Tuy nhiên, khi toàn quân của Mã Siêu rời khỏi Ký Thành, Lương Khoan, Triệu Cù lập tức chống lại, kiểm soát Ký Thành. Lúc này Mã Siêu đang tiến đánh Lỗ Thành và Lỗ Thành dưới sự chỉ huy của Dương Phụ và Lương Tự phòng thủ vững vàng.
Không công hạ được Lỗ Thành, Mã Siêu phải dẫn binh mã quay về Ký Thành. Lương Khoan, Triệu Cù đã kiểm soát được Ký Thành và ra lệnh đóng chặt cửa thành, không cho Mã Siêu vào. Mã Siêu lâm vào tình thế tiến thoái lưỡng nan đành phải chạy vào Hán Trung nương nhờ Trương Lỗ.
Trương Lỗ thu nhận Mã Siêu, bổ nhiệm ông làm Đô giảng Tế tửu. Không những vậy, Trương Lỗ có ý muốn gả con gái của ông cho Mã Siêu. Nhưng vì có người gièm pha, Trương Lỗ thôi ý định gả con gái. Mã Siêu mấy lần đến gặp Trương Lỗ xin binh, muốn về Bắc lấy lại Lương châu. Trương Lỗ cho đi nhưng Mã Siêu chưa thực hiện được ý định. Khi ấy tướng của Lỗ là Dương Bách muốn hại Mã Siêu, ông bèn chạy vào với rợ Đê ở Vũ Đô, rồi bỏ sang đất Thục theo Lưu Bị năm 214, giúp Lưu Bị đánh chiếm Thành Đô của Lưu Chương.

## Kết cục
Tháng 3 năm 215, Tào Tháo xuất phát qua Trần Thương đi đánh Trương Lỗ ở Hán Ninh (Hán Trung). Nhưng họ Tào không tiến ngay về phía nam mà trước hết ra khỏi Tản Quan phía tây để trừ nốt Hàn Toại. Tháng 5, quân Tào đánh tan quân người Đê của Đậu Mậu ở Hạ Trì, Hàn Toại bỏ chạy từ Kim Thành tới Tây Bình.
Hàn Toại bèn tụ mấy vạn quân người Khương, Hồ đến đánh Diêm Hành. Diêm Hành biết mình thế yếu không thể chống lại, chuẩn bị bỏ chạy. Nhưng lúc đó trong quân Hàn Toại có biến. Ông bị thủ hạ giết chết, mang đầu nộp cho Tào Tháo.
Thủ hạ của ông là Thành Công Anh đến hàng Tào Tháo. Tào Tháo khởi binh sang Hán Ninh, nhanh chóng đánh bại và thu hàng Trương Lỗ.
Lực lượng quân phiệt Lương châu hình thành từ năm 184 tới năm 215 hoàn toàn tan rã và bị tiêu diệt sau cái chết của Hàn Toại. Mã Siêu một lòng phục vụ Lưu Bị cũng như chính quyền Thục Hán tới khi qua đời, không còn ý định tự lập và khôi phục lực lượng Lương châu nữa. Trong các thế lực quân phiệt bị tiêu diệt trước khi thời Tam Quốc chính thức hình thành, quân phiệt Lương châu tồn tại trong 31 năm, là lực lượng quân phiệt tồn tại lâu nhất.
Năm 221, Lưu Bị lên ngôi hoàng đế, đổi thăng Mã Siêu làm Phiêu kỵ tướng quân, lĩnh chức Lương châu mục, nhưng trên thực tế chức Lương châu mục của Mã Siêu chỉ là hình thức vì Lương châu vẫn đang thuộc quyền kiểm soát của Tào Ngụy.

## Trong Tam Quốc diễn nghĩa
Trong tiểu thuyết Tam Quốc diễn nghĩa của La Quán Trung, thời kỳ nổi dậy ban đầu của quân phiệt Lương châu không được nhắc đến. Họ chỉ xuất hiện từ hồi 10 khi Hàn Toại cùng Mã Đằng khởi binh đánh vào Trường An chống lại Lý Thôi, Quách Dĩ đang nắm vua Hiến Đế, họ được nhắc đến như những viên tướng cần vương trung thành với nhà Hán để chống quyền thần Lý Thôi.
Về đoạn kết của Hàn Toại trong cuộc chiến chống Tào Tháo ở hồi 58, Tam Quốc diễn nghĩa chép: Hàn Toại bị Mã Siêu nghi ngờ thông đồng với Tào Tháo, chém đứt một cánh tay, thành người tàn phế. Khi Tào Tháo đánh bại Siêu năm 211, Hàn Toại đầu hàng. Sau đó La Quán Trung không nhắc tới Hàn Toại.